# Ophiuche freija
Ophiuche freija är en fjärilsart som beskrevs av William Schaus 1904. Ophiuche freija ingår i släktet Ophiuche och familjen nattflyn. Inga underarter finns listade i Catalogue of Life.